# Kreisgericht Torgau (Preußen)
Das Kreisgericht Torgau war von 1849 bis 1879 ein preußisches Kreisgericht mit Sitz in Torgau.

## Geschichte
Die „Verordnung über die Aufhebung der Privatgerichtsbarkeit und des eximierten Gerichtsstandes sowie über die anderweitige Organisation der Gerichte“ vom 2. Januar 1849 hob dann auch die Patrimonialgerichtsbarkeit auf. Gleichzeitig wurde das Appellationsgericht Naumburg geschaffen, dem Kreisgerichte, darunter das Kreisgericht Torgau zugeordnet waren. Sein Sprengel umfasste den Kreis Torgau außer dem Dorf Pressel mit 49.425 Gerichtseingesessenen (1849).
Gerichtskommissionen wurden in Prettin, Schildau, Belgern, Dommitzsch und Annaburg eingerichtet.
Der Schwurgerichtsbezirk Torgau umfasste die Kreisgerichte Torgau, Eilenburg, Wittenberg und Liebenwerda.
Mit den Reichsjustizgesetzen wurden die Gerichte im Deutschen Reich vereinheitlicht. Das Kreisgericht Torgau wurde 1879 aufgehoben. Neu eingerichtet wurde nun das Amtsgericht Torgau im Bezirk des Landgerichtes Halle.

## Gerichtskommission Prettin
Die Gerichtskommission Prettin war für die Stadt Prettin sowie die Orte Axien, Bethau, Großtreben, Hintersee, Hohendorf, Kähnitzsch, Labrun, Lichtenburg mit Domäne und Strafanstalt und Plossig zuständig. Dieser Sprengel umfasste 1849 5.935 Gerichtseingesessene. 1879 wurde die Gerichtskommission aufgehoben und das Amtsgericht Prettin gebildet.

## Gerichtskommission Schildau
Die Gerichtskommission Schildau war für die Stadt Schildau sowie die Orte Audenhain, Blankenau, Kobershain, Lausa, Mockrehna, Probsthain, Schilderhain, Schöna, Sitzenroda, Strelln, Taura und Wildschütz zuständig. Dieser Sprengel umfasste 1849 6.449 Gerichtseingesessene. 1850 wurde die Gerichtskommission aufgehoben und die Orte benachbarten Gerichtskommissionen zugeordnet.

## Gerichtskommission Belgern
Die Gerichtskommission Belgern war für die Stadt Belgern sowie die Orte Außig, Ammelgoßwitz, Adelwitz, Bockwitz, Corgitzsch und Cöllitzsch, Dröschkau, Kaysa, Liebersee mit Dollbitz, Lötznig, Neußen, Ottersitz, Oelzschau, Plotha, Puschwitz, Paußnitz, Seydewitz mit Luckenhaus, Staritz, Schirmenitz mit Dreifuttenmühle und Wohlau zuständig. Dieser Sprengel umfasste 1849 6.484 Gerichtseingesessene. 1879 wurde die Gerichtskommission aufgehoben und das Amtsgericht Belgern gebildet.

## Gerichtskommission Dommitzsch
Die Gerichtskommission Dommitzsch war für die Stadt und Kommende Dommitzsch sowie die Orte Drebligar, Elsnig, Falkenberg, Polbitz, Roitzsch, Trossin mit Vorwerk Meltzig, Vogelgesang und Weidenhain zuständig. Dieser Sprengel umfasste 1849 5.931 Gerichtseingesessene. 1879 wurde die Gerichtskommission aufgehoben und das Amtsgericht Dommitzsch gebildet.

## Gerichtskommission Annaburg
Die Gerichtskommission Annaburg war für den Flecken Annaburg, Schloss Annaburg (mit Militär-Knaben-Erziehungsinstitut) sowie die Orte Lebien, Neuhäuser bei Annaburg, Naundorf und Purzien zuständig. Dieser Sprengel umfasste 1849 3.531 Gerichtseingesessene. 1850 wurde die Gerichtskommission aufgehoben und die Orte benachbarten Gerichtskommissionen zugeordnet.

## Richter
- Karl Gustav Knauf, Kreisgerichtsdirektor ab 1850[7]